# بمپور
بَمپور یکی از شهرهای استان سیستان و بلوچستان و مرکز شهرستان بمپور است.
شهرستان بمپور حدوداً دارای مساحت ۱۱۰۰ کیلومتر مربع است که از طرف شمال به شهر محمدان و از طرف جنوب به روستای فیروز آباد منتهی می‌شود.
این شهر بنابر سرشماری جمعیت سال ۱۳۹۵ مرکز آمار ایران نزدیک به ۷۰۰۰۰ نفر است.

## پیشینه
بمپور از لحاظ تاریخی یکی از قدیمی‌ترین شهرهای ایران به‌شمار می‌رود و براساس کاوش‌هایی که در اطراف آن انجام شده، تاریخ پیدایش آن به زمان ساسانیان و اشکانیان و مادها بر می‌گردد. از قدمت این شهر اطلاع دقیقی در دست نیست اما شهرت این محل به‌دلیل وجود قلعه بمپور است که به عهد ساسانیان تعلق دارد. برخی روایات و افسانه‌های محلی، علت نام‌گذاری این منطقه را به بمپور را مربوط به بهمن (پسر اسفندیار) می‌دانند که اول بهمن‌پور بوده و به مرور زمان به بمپور تبدیل شده‌است. سازمان میراث فرهنگی، گردشگری و صنایع دستی ایران در سال ۸۷ اعلام کرد که محوطه باستانی را در اطراف بمپور با وسعت ۱۵۰ هکتار کشف کرده و کاوش‌ها نشان می‌دهد که آثار به دست آمده در آن با تمدن‌های شهرسوخته و جیرفت همخوانی دارد. همچنین سفال‌های به دست آمده در بمپور متعلق به ۲هزار و ۷۰۰ سال قبل از میلاد هستند.

## جمعیت
بر پایه سرشماری عمومی نفوس و مسکن در سال ۱۳۹۵ جمعیت این مکان ۱۲٬۲۱۷ نفر (۳٬۱۲۳ خانوار) بوده‌است.

## جغرافیا
بمپور دارای آب و هوای گرم و مرطوب است که دارای تابستانی طولانی و میانگین دمای آن در تابستان از ۴۰ درجه سانتی گراد بیشتر است می‌توان گفت که بمپور از لحاظ تاریخی یکی از قدیمی‌ترین شهرهای ایران به‌شمار می‌رود. بر اساس کاوش‌هایی که در اطراف شهر بمپور صورت گرفته‌است تاریخ پیدایش آن به زمان ساسانیان و اشکانیان برمی‌گردد. البته همچنان این تحقیقات ادامه دارد در خرداد ماه ۱۳۸۷ سازمان میراث فرهنگی ایران اعلام کرد محوطه باستانی را در اطراف بمپور با وسعت ۱۵۰ هکتار کشف کرده که کاوشها در آن همدوره بودن آن با تمدن‌های شهر سوخته و جیرفت نشان می‌دهد در دوره معاصر هم تا پیش از سال ۱۳۷۰ بمپور بزرگترین بخش کشور بود که از آن بخش‌های بزمان، فنوج، دلگان، و لاشار منشعب شدند، شهر داری بمپور هم هم‌زمان با شهرهای سمنان، یزد و کهکیلویه تأسیس شده از نقاط دیدنی آن هم می‌توان به ارگ بمپور و رودخانه بمپور اشاره کرد.
۱) بخش بمپور، در شهرستان ایرانشهر، مشتمل بر دو دهستان بمپور شرقی و بمپور غربی است. از شمال به بخش‌های حومه و بزمان (در شهرستان ایرانشهر)، از مشرق به بخش سرباز (در شهرستان ایرانشهر) و از جنوب به شهرستان نیک‌شهر، و از مغرب به شهرستان کهنوج (در استان کرمان) محدود است. بیشتر آبادیهای آن در قسمت شمالی در دشت، و در جنوب در قسمت کوهستانی قرار دارد. از گیا دارای درختان کَهور و گز و کُنار، و از زیا دارای آهو و شتر و روباه و شغال و گرگ و گراز است، و کبک و تیهو نیز در آنجا وجود دارد. محصول عمده آن خرما، مرکبات، تره بار، گندم و جو و ذرت است.
در ۱۳۱۶ ش، طبق قانون تقسیمات کشوری، بمپور در بخش ایرانشهر در شهرستان خاش (استان هشتم) تشکیل شد، و در ۱۳۲۶ ش، پس از تشکیل فرمانداری ایرانشهر، بمپور به عنوان بخش جزو آن شد. در فهرست واحدهای تقسیمات کشوری تا پایان شهریورماه ۱۳۶۵ وزارت کشور، بخش بمپور مشتمل بر دهستان‌ها بمپور، چانف، لاشار، مسکوتان، فَنّوج، بِنت و ملوران ضبط شده‌است.
۲) رودخانه بمپور: رودی به طول حدود ۱۷۵ کیلومتر، در جنوب شرقی ایران، در استان سیستان و بلوچستان است. رود بمپور از ارتفاعات شمال شرقی شهرستان ایرانشهر، به نام کارواندر (به طول حدود شصت کیلومتر)، سرچشمه می‌گیرد و با جهت شمالی ـ جنوبی در دشت ایرانشهر (در حومه ایرانشهر)، پس از پیوستن رود کُنارو (به طول ۷۵ کیلومتر) از مشرق به آن، به نام رود بمپور، از دو کیلومتری جنوب شهر بمپور می‌گذرد و به جازموریان * منتهی می‌شود (افشین، ص ۸۷–۸۹). کف رود بمپور و پیرامون آن شنی است. پیش از بستن سد بر آن، در دهکده‌های واقع در مسیر رود برای بهره‌مند شدن از آب آن برای زراعت، در قسمت‌هایی از آن با چوب بند می‌بستند و آب آن را به زمین‌های مزروعی خود هدایت می‌کردند، و گاهی بر اثر سرازیر شدن آبِ ذخیره بند اول، بندِ دوم و برخی اوقات همه بندها ویران می‌شد. در ۱۳۳۴ شمسی، بر روی آن در مشرق شهر سدّی بتونی بسته شد که طول تاج آن هشت متر و ارتفاعش از کف ۵.۵ متر و ضخامت آن شش متر است. این سد ۵۰۰، سه هکتار از اراضی بمپور را به زیر کشت برد (ایران. وزارت دفاع. اداره جغرافیائی ارتش، ج ۱۲۵، ص ۱۱).
۳) شهر بمپور. مرکز بخش (جمعیت طبق سرشماری ۱۳۷۵ ش، ۸۴۳، ۶ نفر)، حدود ۲۲ کیلومتری مغرب شهر ایرانشهر، در ارتفاع ۵۶۰ متری از سطح دریا واقع است. فاصله آن تا جازموریان در مغرب به حدود پنجاه کیلومتر می‌رسد. فاصله بمپور تا بندر چابهار در جنوب ۳۴۰ کیلومتر است. گاهی حداکثر مطلق دمای آن به ۴۷ درجه، و حداقل مطلق دمای آن به ۱.۵ درجه می‌رسد (سازمان هواشناسی کشور، ص ۲۳۰).
قلعه خرابه منسوب به دوره ساسانیان در آن دیده می‌شود. آب آشامیدنی شهر لوله‌کشی شده‌است. شهر بمپور کنونی در پای قلعه (شهر قدیمی) از دو آبادی باغ و الله‌آباد تشکیل شده‌است (ایران. وزارت دفاع. اداره جغرافیائی ارتش، ج ۱۲۵، ص ۱۲).
اهالی به زبان بلوچی و زبان فارسی سخن می‌گویند. در ۱۳۴۷ ش، بر اثر کاوش‌ها باستانشناسی در ۳۰۰ متری مغرب قلعه بمپور، آثاری به دست آمد که حدوداً متعلق به ۲۹۰۰ تا ۱۹۰۰ سال پیش از میلاد است (عبدالله گروسی، ص ۲۲).
پیشینه: از تاریخچه شهر بمپور و مناطق روستایی آن پیش از اسلام، اطلاع چندانی نداریم، به نوشتة لسترنج (ص ۳۵۳)، بمپور همان شهری است که مقدسی (ص ۴۷۵) در قرن چهارم از آن به نام «بَربُور» در مکران نام برده‌است. در ۲۸۳، یعقوبی (ص ۲۸۶) می‌نویسد: «سپس بسوی بل و فَهرَج» می‌روند که احتمالاً «بل» همان «بربور» مقدسی و بمپور کنونی است؛ بمپور در حدود شش کیلومتری فهره (فهرج) قرار دارد. به نوشته وزیری کرمانی (ج ۱، ص ۴۲۲–۴۲۳)، بمپور پیش از استقرار قراختاییان در کرمان و مکران (۶۱۹–۶۳۲)، به دست سپهسالار ملک زوزن شجاع الدین ابوالقاسم اَعور زوزنی افتاد. شجاع الدین هنگام یورش بُراق حاجب به کرمان کشته شد و مکران (از جمله شهر بمپور) به دست قراختاییان افتاد (حمدالله مستوفی، ص ۵۲۸–۵۲۹). در ۸۴۵، ولایت بَن پور (بمپور) را حاجی محمد غارت کرد (عبدالرزاق سمرقندی، ج ۲، جزء ۲، ص ۷۶۷). در ۱۰۲۱ گنجعلی خان زیک، حاکم کرمان، به ولایت بَن فَهل (بمپور) لشکر کشید و قلعه بن فهل را که در آن هنگام دارالملک بلوچستان و مکران شمرده می‌شد و در دست حاکم محلی بود، تصرف کرد (اسکندر منشی، ج ۲، ص ۸۶۱–۸۶۲). ظاهراً از دوره صفویه به بعد، نام بمپور در کتاب‌های تاریخی مدتی «بُن فهل» ضبط شده‌است. در ۱۱۴۹، به نوشته محمود همت، قلعه بمپور هفت رشته قنات و حدود ۲۰۰، ۱ خانوار داشته‌است (ص ۱۹۲). در این هنگام، بم و مضافات آن در دست حاکمِ نیمه مستقل محلی، ملک شیرخان از نژاد صفاریه، بود (وزیری کرمانی، ج ۲، ص ۶۵۹). در این زمان، شهر عمده مکران و بلوچستان بمپور، و حاکم آن تابع والی کرمان بود (بارتولد، ص ۱۶۹). پس از شیرخان پسر او، ملک اردشیر، صاحب بمپور شد، اما سپاهیان نادر بم را محاصره کردند و او ناگزیر تسلیم، و خراجگزار نادر شد (وزیری کرمانی، ج ۲، ص ۶۶۴). پس از قتل نادرشاه در ۱۱۶۰، حاکم بلوچستان امیر نصیرخان براهوئی پسر دوم میرعبدالله خان، نخست با احمدخان دُرّانی افغان به جدال پرداخت و پس از شکست از او اقتدار وی را به رسمیت شناخت. اما بعداً قدرتی به هم رساند و اقتدارش تا بمپور توسعه یافت. نصیرخان در ۱۲۰۹ درگذشت و حکومت بلوچستان دوباره خانخانی شد (سایکس، ص ۱۳۹–۱۴۰).
در ۱۲۲۴، در زمان فتحعلی شاه قاجار نخستین کاشف اروپایی گرانت وارد بمپور شد (گابریل، ص ۱۸۹–۱۹۱).
در اوایل قرن سیزدهم، بمپور وضع خوبی نداشت و مردم آن در فقر زندگی می‌کردند. در ۱۲۲۵ پاتینجر می‌نویسد: «ده بمپور کوچک و بسیاربد ساخته شده‌است. روزگاری دیواری گلی و کوتاه آن را محصور می‌کرد که به تناوب بر آن برجهای کوچکی نیز ساخته بودند، ولی در حال حاضر همه آن‌ها در شرف اضمحلال و نابودی است. منظره ده رقت‌آور است. خانه رئیس (قلعه/ ارگ) بالای توده خاکی عظیم و خارق‌العاده بنا گردیده‌است.» و می‌افزاید که مردم بمپور عمدتاً از بلوچ‌های رخشانی‌اند اما طایفة ناروئی از آنان ثروتمندترند (ص ۱۹۸–۱۹۹).
در ۱۲۵۵، هنگام سلطنت محمدشاه قاجار قلعه بمپور در تصرف محمدعلی خان نهرویی بود (سایکس، ص ۱۴۰). در ۱۲۵۷، شورش منطقه بلوچستان را فراگرفت. در پی آشفتگی ناشی از قیام آقاخان محلاتی (در ۱۲۵۶)، شورش در منطقه بلوچستان فراگیر شد. حبیب‌الله خان، امیر توپخانه، شورش را در هم شکست و قلعة بمپور را تصرف کرد و جمعی از اهالی را به قتل رساند و برخی را اسیر کرد و به مناطق دیگر ایران کوچاند. برج و باروی قلعه بمپور بر اثر اصابت گلولة توپ و خمپاره آسیب فراوان دید (خورموجی، ص ۳۱؛ سپهر، ج ۲، ص ۳۶۴؛ فرمانفرما، ص ۳۰، پانویس ۱). در ۱۲۵۹، عباس قلی خان، اسرای بن فهل (بمپور) را که در بلاد عراق و آذربایجان پراکنده بودند، خریداری کرد و به بمپور فرستاد (هدایت، ج ۱۰، ص ۲۷۳). در ۱۲۶۰، ابوالحسن محلاتی، برادر آقاخان محلاتی که از کراچی به بلوچستان حمله کرده بود، بمپور را تصرف کرد، ولی پس از مدت کوتاهی شکست خورد و به تهران اعزام شد و بار دیگر قشون ایران بمپور را تصرف کرد (فرمانفرما، همان‌جا؛ سایکس، ص ۱۴۱). در ۱۲۶۵، در زمان سلطنت ناصرالدین شاه، خان بمپور به کرمان حمله کرد ولی شکست خورد و بمپور به تصرف قشونی که از مرکز فرستاده شده بود، درآمد (کُرزن، ج ۲، ص ۳۱۱). در ۱۲۹۲، به نوشتة قاینی، بمپور مرکز بلوچستان و ضابط‌نشین آن بود (ص ۱۹۶). در ۱۳۰۳ نیز مرکز بلوچستان و ضابط‌نشین بود و ۲۶۰ خانوار داشت (حکیم، ص ۲۷۳–۲۷۴). بنا به نوشته کرزن، در ۱۳۰۹ در پادگان قلعه بمپور پنجاه نفر توپخانه (شش عراده توپ، سیصد پیاده، و پنجاه سوار مستقر بود، و پانصد تن چریک‌های دایمی بلوچ) در نزدیکی آن به سر می‌بردند (ج ۲، ص ۳۲۰). زین العابدین شیروانی در ۱۳۱۵، در زمان مظفرالدین شاه (حک: ۱۳۱۳–۱۳۲۴) بمپور را بانپور، ضبط کرده و نوشته‌است: «از بلاد بلوچستان، از توابع کرمان است» (ص ۱۳۱). در اواخر دوره قاجاریه بلوچستان و مکران دستخوش اغتشاش شد. در ۱۳۰۶ش، قشون مرکزی ایران شورش دولت محمدخان را درهم شکست و در همه جای مکران، از جمله بمپور، مستقر شد. در ۱۳۰۹ ش، سردار حسین خان، یکی از سرداران بلوچ و حاکمِ گِه (نیک شهر امروزی)، به سرداری کل مکران منصوب شد و مقرر شد عموم سرداران مکران تحت اوامر او قرار بگیرند (برقعی، ص ۴۵–۴۶، ۲۷۹–۲۸۰). اراضی دهکده‌های بمپور با بندهایی که بر رود بمپور بسته می‌شد، آبیاری می‌شد و قرای مهم آن، همه جزو خالصجات دولتی بود (کیهان، ج ۲، ص ۲۶۱). میان سال‌های ۱۳۲۰ تا ۱۳۲۴ ش، قشون انگلیس منطقة جنوب، از جمله بمپور، را اشغال کرد. در دوره نخست‌وزیری دکتر مصدق (۱۳۲۹–۱۳۳۲ ش)، اهالی مکران، به ویژه مردم بمپور، از ملی شدن صنعت نفت دفاع کردند. 
۴) قلعه بمپور: قلعه‌ای است ویران در شهر بمپور. در گذشته بر تلی ریگ با ارتفاع ۳۰ ذرع بنا شده بود، و دور آن حدود ۸۰۰، ۲ ذرع، و به قولی حدود ۵۰۰، ۱، و ارتفاع آن در شمال ۳۵ ذرع و در جنوب ۱۵ ذرع بود. برخی بنای آن را از دوره بهمن اسفندیار، گروهی از، هفتواد کرمانی، و دسته‌ای از اردشیر بابکان می‌دانند. زیر تل قلعه ریگ نرم و روی تل، خاک خالص و سخت است (جغرافیا و تاریخ بلوچستان، ص ۲۰۹؛ ناصرالدوله، ص ۶۹). قلعه دارای دو دروازه و سه ارگ و یک باستیان (یا باستیون: بنای مرتفع نظامی، انبار اسلحه) بود. دروازه اول قلعه دو برج داشت که در زیر برج چپ گاوچاهی به عمق ۲۰ یا ۲۵ ذرع قرار داشت. دروازه دوم، بین شمال و مغرب واقع بود. در ارگ اول توپخانه و توپچیان جای داشتند. طول ارگ اول به ۱۲۳ ذرع و عرض آن به هفت ذرع، و دور آن به ۷۲۰ ذرع می‌رسید، و پنج برج و دوازده اتاق داشت. در ارگ دوم انبار غله و محل چند جوخه بود. طول ارگ دوم، ۴۲ ذرع و عرض آن ۲۷ ذرع بود و دور آن به ۱۵۰ ذرع می‌رسید و ۹ برج و ۱۶ اتاق داشت. در ارگ سوم سربازخانه قرار می‌گرفت، و دروازه آن رو به شمال بود. گاوچاهی بالای ارگ با عمق ۸۰ ذرع قرار داشت. طول ارگ سوم ۶۰ ذرع، عرض آن ۴۰ ذرع بود و دور آن به ۱۸۶ ذرع می‌رسید. دارای چهار برج و ۲۵ اتاق بود. باستیان در میانه ارگ سوم واقع بود، ارتفاع آن از سر کنگره حدود پنج ذرع و دور آن پنجاه ذرع بود. راهی از سوی شمال داشت که از آنجا توپ را به آسانی بالای باستیان می‌بردند. باستیان از دور پیدا بود و در حکومت وکیل الملک اول ساخته شده بود (ناصرالدوله، ص ۶۹–۷۰).
عمارت و خانه ضابط بلوچستان، و حمام و طویله اسبان توپخانه در خارج قلعه در سمت مشرق و جنوب بود (همان، ص ۷۰). به‌طورکلی، قلعه با سه حصار کوتاه و یک حصار بلند و چهار دروازه تودرتو حراست می‌شد. در ۱۳۰۴، ناصرالدوله محل حکومت بلوچستان را از بمپور به فهرج (سرباز) منتقل کرد (رجوع کنید به همان، یادداشت‌ها و توضیحات، ص ۱۱۵) و ظاهراً قلعه بمپور پس از آن به‌تدریج رو به ویرانی گذاشت. تعداد ساکنان دور قلعة بمپور به سه هزار تن می‌رسید که هزار تن از آنان زارع بودند (جغرافیا و تاریخ بلوچستان، همان‌جا).
بر اساس سرشماری سال ۱۳۸۵ جمعیت آن (۱٬۶۶۴ خانوار) ۵۰۰۰۰ نفر بوده ‌است.
این شهر، زادگاه شیرمحمد اسپندار، تنها نوازنده ساز دونلی در ایران است.